# Leopold Ettlinger (Mikrobiologe)

Leopold Ettlinger (ca. 1975)

Leopold Ettlinger (geboren 3. Oktober 1914 in Karlsruhe; gestorben 23. August 2008 in Zürich) war ein Schweizer Mikrobiologe.

## Leben
Leopold Ettlinger war ein Sohn des Ingenieurs Max Ettlinger (1880–1927) und der Emmy Falck (1882–1960), er hatte zwei Schwestern. Da ihm als Juden im nationalsozialistischen Deutschland  das Studium verwehrt wurde, machte er nach dem Abitur eine landwirtschaftliche Lehre. Er ging 1935 in die Schweiz, um an der ETH Zürich Agronomie zu studieren. 
Seine Mutter wurde 1940 mit der Wagner-Bürckel-Aktion in das französische Internierungslager Gurs verschleppt, sie überlebte die Haft, eine Einreise in die Schweiz wurde von den Schweizer Behörden verunmöglicht. Den Schwestern gelang beiden die Flucht nach Palästina, andere Familienmitglieder wurden Opfer des Holocaust. 
Ettlinger wurde 1945 mit der Arbeit „Über die Gattung Crumenula sensu Rehm mit besonderer Berücksichtigung des Crumenula-Triebsterbens der Pinus-Arten“ promoviert. 1958–1982 war er Professor für Landwirtschaftliche Bakteriologie und Gärungsbiologie an der ETH Zürich. 1963 erfolgte die Umbenennung der Professur in „Professur für Mikrobiologie“. 1982 wurde er emeritiert. Er war mit der Archäologin Elisabeth Lachmann verheiratet.